# Thornwood
Thornwood és una concentració de població designada pel cens dels Estats Units a l'estat de Nova York. Segons el cens del 2000 tenia 5.980 habitants.

## Demografia
Segons el cens del 2000, Thornwood tenia 5.980 habitants, 1.886 habitatges, i 1.559 famílies. La densitat de població era de 679,1 habitants per km².
Dels 1.886 habitatges en un 40,7% hi vivien nens de menys de 18 anys, en un 72,5% hi vivien parelles casades, en un 7,2% dones solteres, i en un 17,3% no eren unitats familiars. En el 14,8% dels habitatges hi vivien persones soles el 6,9% de les quals corresponia a persones de 65 anys o més que vivien soles. El nombre mitjà de persones vivint en cada habitatge era de 3,06 i el nombre mitjà de persones que vivien en cada família era de 3,39.
Per edats la població es repartia de la següent manera: un 28,3% tenia menys de 18 anys, un 6,3% entre 18 i 24, un 28,3% entre 25 i 44, un 23,9% de 45 a 60 i un 13,3% 65 anys o més.
L'edat mediana era de 38 anys. Per cada 100 dones de 18 o més anys hi havia 95,7 homes.
La renda mediana per habitatge era de 88.971 $ i la renda mediana per família de 98.313 $. Els homes tenien una renda mediana de 73.438 $ mentre que les dones 40.365 $. La renda per capita de la població era de 36.254 $. Entorn del 2,2% de les famílies i el 4% de la població estaven per davall del llindar de pobresa.